# اگزوفتالمی
اگزوفتالمی (به انگلیسی: exophthalmos) بیرون‌زدگی کره چشم از حفره چشم را گویند. این مشکل اغلب در بیماری گریوز (نوعی پرکاری تیروئید) دیده می‌شود. سایر علل بروز این مشکل عبارتند از لوکمی، سلولیت چشم، گرانولوماتوز وگنر، مننژیوما، کیست درموئید و سندرم کوشینگ. میزان برون‌زدگی چشم با وسیله‌ای بنام اگزوفتالومتر سنجیده می‌شود.
اگزوفتالمی اختلالی است که بر اثر پرکاری تیروئید به وجود می‌آید. در بیش‌تر بیماران مبتلا، کره چشم جلو می‌آید که اگر خیلی شدید باشد منجر به کوری می‌شود. جلو آمدن چشم‌ها به علت ادم بافت‌های عقب کره چشم و تغییرات تحلیلی در عضلات خارج کره چشمی است. اگزوفتالمی با درمان پرکاری تیروئید از بین می‌رود یا دست‌کم به میزان زیادی کاهش می‌یابد.
در مورد بیماری گریوز، جابجایی چشم ناشی از رسوب غیرطبیعی بافت همبند در کرهٔ چشم و عضلات خارج چشمی است که می‌توان آن را با سی‌تی اسکن یا ام‌آرآی مشاهده کرد.